# 드롭아웃 (드라마)
《드롭아웃》(영어: The Dropout)은 훌루에서 2022년 3월부터 방영된 미국의 드라마이다. 바이오테크 기업 테라노스의 창립자 엘리자베스 홈즈의 실화를 다룬 작품으로, 배우 아만다 사이프리드가 홈즈를 연기했다.